# Dövblindhet

Dövblinda amerikanska författaren, aktivisten och föreläsaren Helen Keller (1904)

Dövblindhet är när en person har både syn- och hörselnedsättning i sådan grad att det tillsammans gör det svårt för personen att klara sig utan stöd. Dövblindhet ses inte som dövhet eller blindhet, utan som en egen funktionsnedsättning.
Antalet dövblinda i Sverige räknas i två ålderskategorier. I den ena, 0-65 år, är det cirka 2 000 som är dövblinda, medan det i den grupp som är 65 år och äldre är svårare att sätta en definitiv siffra. Beräkningar baseras på personer som förvärvat funktionsnedsättningar i såpass stor omfattning att det behöver sättas in stöd i samma omfattning som för den som fötts med dövblindhet. Siffran beräknas till mellan 30 000 och 40 000 personer i Sverige.
Den amerikanska författaren Helen Keller är ett exempel på en person som var dövblind.
I Sverige bevakas frågor gällande dövblinda av Förbundet Sveriges Dövblinda.

## Definitionen av dövblindhet
I Norden har det gemensamt tagits fram en definition av vad det innebär att vara dövblind. Beslut fattades att anta detta vid ett Nordiskt ledarforum på Island år 2007 och resulterade i Nordisk definition av dövblindhet.
I juni 2024 publicerades det en reviderad version av den Nordiska definitionen av dövblindhet av Nordiskt ledarforum som lyder: "Dövblindhet är en kombination av syn- och hörselnedsättning där graden av nedsättning är så allvarlig att syn och hörsel har svårt att kompensera för varandra. Dövblindhet medför därför, i relation till omgivningen, specifika funktionshinder."